# Межевич, Василий Степанович
Васи́лий Степа́нович Меже́вич (1814—1849) — русский журналист, литературный и театральный критик, писатель, поэт. Автор слов известной песни «По морям, по волнам». Имел репутацию продажного, беспринципного журналиста, созданную в большой степени усилиями Белинского.

## Биография
Родился 22 февраля (6 марта) 1814 года. Происходил из польской шляхты, сын титулярного советника. Был племянником ректора Московского университета А. В. Болдырева, который неоднократно оказывал Межевичу протекцию. В 1828—1832 годах учился на словесном отделении Московского университета, тогда же начал писать. По окончании преподавал в пансионе, давал частные уроки, служил корректором в университетской типографии (1833—1834).
В 1834—1837 годах — старший учитель российской словесности и логики в Московском дворянском институте.
В 1839 году переехал в Петербург, назначен редактором только что созданной официальной газеты «Ведомости Санкт-Петербургской городской полиции». Во второй половине 1840-х годов опустился, много пил, играл.

В начале 1849 года у него умерла жена. Вскоре Межевич растратил казённые деньги, за что был уволен. Умер в полном одиночестве 7 (19) сентября 1849 года от холеры. Был погребён на Смоленском православном кладбище (могила утрачена).

## Литературная деятельность
В 1832—1836 годах сотрудничал в журналах Надеждина «Телескоп» и «Молва», печатал там стихи, переводы, рецензии. Под влиянием Надеждина написаны две крупные статьи, «О народности в жизни и в поэзии» (1835) и «Теория и практика словесности» (1836). В 1834 году сблизился с В. Г. Белинским. В 1838—1840 годах печатался в журналах «Галатея», «Московский наблюдатель», «Литературные прибавления к „Русскому инвалиду“», в «Литературной газете», где некоторое время был фактическим редактором.
После переезда в Петербург первоначально возглавил критический отдел «Отечественных записок», но вскоре Краевский в нём разочаровался и уже через несколько месяцев заменил его на Белинского. Межевич перешёл в «Северную пчелу» Булгарина, где постоянно прибегал к личным выпадам против Белинского и Н. А. Некрасова (Межевич — автор уничижительного и неконструктивного отзыва о дебютном поэтическом сборнике Н. А. Некрасова «Мечты и звуки» и других выпадов против него, вызванных чувством ревности к успешно осваивающему профессию журналиста молодому литератору: в частности, раскрыл его псевдоним (Н. А. Перепельский) и оклеветал Некрасова перед Ф. А. Кони, что послужило причиной их крупной ссоры, почти разрыва). Белинский в ответ беспрестанно осуждал «измену» Межевича. Однако Межевич вошёл в конфликт и с Булгариным и перестал печататься в журнале с 1844 года.
Будучи страстным поклонником театра, сотрудничал в журналах «Репертуар русского театра» (1839—1841) и «Пантеон» (1842—1848; в 1843—1846 годах один из издателей), для которых писал рецензии, фельетоны, очерки, собственные и переводные водевили. За фельетоны Белинский иронически назвал его «русским Жюлем Жаненом».

## Межевич в художественной литературе
В карикатурном виде Межевича изображают:
- очерк И. И. Панаева «Петербургский фельетонист» (1841)
- водевиль П. А. Каратыгина «Авось! или Сцены в книжной лавке» (1841)
- фельетон Некрасова «Необыкновенный завтрак» (1843)
- роман Некрасова «Жизнь и похождения Тихона Тростникова» (1843—1848) — под именем Хапкевич

## По морям, по волнам
В драму «Артур, или Шестнадцать лет спустя» (1839) Межевич включил песню, которая в трансформированном виде стала народной. Авторский текст был такой:
Хор

Что за жизнь моряка!

Как привольна, легка!

О земле не грустим,

Словно птица летим —

По волнам, по морям, —

Нынче здесь, завтра там!

Артур

Я моряк… Хорош собою,

Мне лишь двадцать лет.

Хочешь быть моей женою?..

Что ж она в ответ?

Муж моряк — уедет в море,

А жену оставит в горе!

Нет, нет, нет, нет, нет!..

Ветер в поле зашумел,

Парус полный забелел:

Ну, прощай, ну, прощай —

И, как звали, поминай!

Хор

Что за жизнь моряка!

Как привольна, легка!

О земле не грустим,

Словно птица летим —

По волнам, по морям, —

Нынче здесь, завтра там!

Артур

Я моряк… Хорош собою,

Мне лишь двадцать лет.

Полюби меня душою…

Что ж она в ответ?

Ты, моряк, уедешь в море,

Полюблю другого с горя.

Без любви веселья нет…

Ветер в поле зашумел,

Парус полный забелел:

Ну, прощай, ну, прощай —

И, как звали, поминай!